# Кіриші
Кіріші (рос. Кириши) — місто Кірішського району Ленінградської області Росії. Входить до складу Кірішського міського поселення. 
Населення — 52 309 осіб (2010 рік). 

## Економіка
В Кірішах знаходиться найбільший і розвиненіший нафтопереробний завод Росії - Кірішінефтеоргсінтез - входить до складу концерну Сургутнафтогаз .Так само на лівому березі Волхова знаходиться Кірішський біохімзавод, що виробляє ліки, комбікорми та горілку Тигода . Так само біля діючого НПЗ будується новий, ще потужніший НПЗ Кірішінефтегоссинтез 2, який має замінити існуючий завод.
Біля міста знаходиться найбільша теплова електростанція північного заходу Росії — Кірішська ГРЕС.